# Horní Luby
Horní Luby (do roku 1948 Horní Schönbach) jsou malá vesnice, část města Luby v okrese Cheb v Karlovarském kraji. Nachází se asi dva kilometry severozápadně od Lubů. Prochází zde silnice II/212. Je zde evidováno 33 adres. V roce 2011 zde trvale žilo 35 obyvatel.
Horní Luby jsou také název katastrálního území o rozloze 3,9 km².

## Historie
První písemná zmínka o vesnici pochází z roku 1158.

## Hornictví
Horní Luby patřily v minulosti k významným hornickým místům s nejvýznamnější českou těžbou rtuti. Výhradním těženým minerálem byl cinabarit. Počátek těžby v okolí spadá možná již do 12. století, jisté však je, že ve druhé polovině 15. století zde byly provozovány dva doly. Nejstarší publikované zmínky o dolování cinabaritu pocházejí od Agricoly, který lokalitu uvádí ve výčtu českých a evropských rtuťových dolů a vyzdvihuje kvalitu cinabaritu z Horních Lubů. Na přelomu 15. a 16. století byly otevřeny nové šachty Zvěstování Panny Marie a Tří králů. Největší rozsah hornictví nastal začátkem 16. století, kdy také dosáhl největší slávy. V roce 1563 bylo v provozu šest dolů. Během sedmdesátých let 16. století začala těžba kvůli tenčícím se zásobám pomalu upadat. Na konci 60. let 16. století se produkce rtuti snížila, ale přesto stále dosahovala výše 2000 až 2500 kg rtuti za rok. Dolování v Horních Lubech svým historickým významem překračuje hranice českých zemí. Po krátkou dobu v období let 1520–1540 vytvářela česká rtuť z Horních Lubů konkurenční tlak na evropském trhu se rtutí. Česká rtuť v té době představovala konkurenci tehdejším, téměř monopolním, rtuťovým dolům v Idriji v dnešním Slovinsku. Idrijští těžaři proti obchodu s českou rtutí na evropském trhu silně protestovali. Nakonec byla uzavřena územní a cenová dohoda tak, aby produkce rtuti z Horních Lubů neohrožovala obchod s idrijskou rtutí. Rtuť z dolů v Horních Lubech nebyla dodávána do Benátek, prodávala se pouze v Norimberku, Antverpách a Lyonu. Obavy z konkurence české rtuti však byly vzhledem k rozdílu ve velikosti ložiska spíše neopodstatněné. V dlouhodobém časovém horizontu nemohla česká produkce rtuti idrijskou významně ohrozit. Roku 1938 byl na lokalitě proveden geofyzikální průzkum, kterým byly zjištěny dvě zrudněné struktury. Další geologický průzkum k ověření zásob na ložisku se prováděl v polovině 20. století. V prostoru starých hald bylo vyhloubeno šest průzkumných kutacích rýh a několik mělkých průzkumných šachtic. Částečně byly vyzmáhány dvě staré šachty. Průzkumem ověřené zásoby byly posouzeny jako nerentabilní a průzkum byl v roce 1963 ukončen. Dobývání ložiska připomíná již jen několik zplanýrovaných hald a zabořená ústí starých štol. Celková produkce za dobu existence dolů v Horních Lubech je odhadována na 50 000 až 55 000 kg rtuti.

## Obyvatelstvo
Při sčítání lidu v roce 1921 zde žilo 374 obyvatel, z nichž bylo 353 německé národnosti a 21 bylo cizozemců. K římskokatolické církvi se hlásilo 353 obyvatel, 20 k evangelické a jeden obyvatel byl bez vyznání.
| Rok            | 1869 | 1880 | 1890 | 1900 | 1910 | 1921 | 1930 | 1950 | 1961 | 1970 | 1980 | 1991 | 2001 | 2011 | 2021 |
| -------------- | ---- | ---- | ---- | ---- | ---- | ---- | ---- | ---- | ---- | ---- | ---- | ---- | ---- | ---- | ---- |
| Počet obyvatel | 369  | 390  | 383  | 374  | 371  | 374  | 402  | -    | 112  | 62   | 108  | 91   | 80   | 35   | 32   |
| Počet domů     | 47   | 55   | 55   | 55   | 54   | 54   | 62   | 65   | -    | 20   | 20   | 22   | 19   | 17   | 17   |

## Obecní správa
Při sčítání lidu v letech 1850–1909 Horní Luby byly osadou obce Opatov v okrese Cheb. V letech 1910–1950 byly samostatnou obcí v okrese Cheb. Od roku 1951 jsou částí města Luby v okrese Cheb.

## Zámek Horní Luby
Na území obce se nachází také ruina barokního zámku Horní Luby, postaveného mezi lety 1604–1608 svobodným pánem Heinrichem von Pissnitz, který koupil lubské panství od Rudolfa II. Zámek za svou historii opakovaně změnil majitele a byl několikrát přestavěn, naposledy zřejmě na přelomu 19. a 20. století. Zámek byl spojen s blízkou obcí Luby u Chebu cestou s alejí. K zámku náležel rozlehlý anglický park, v současné době zpustlý a zarostlý bolševníkem.
Po druhé světové válce byl zámek znárodněn a využíván k rozličným účelům: jako ústav pro narušenou mládež krátce v 50. letech, následně jako ubytovna pro příslušníky pohraniční stráže. Zhruba od roku 1964 do začátku osmdesátých let 20. století nebyl zámek využíván, následně se dostal pod správu Státního statku Skalná a sloužil jako sklad obilí a brambor, v přilehlých hospodářských staveních se chovali vepři. Od této doby zámek rychle chátral až do podoby současných rozvalin.

## Galerie

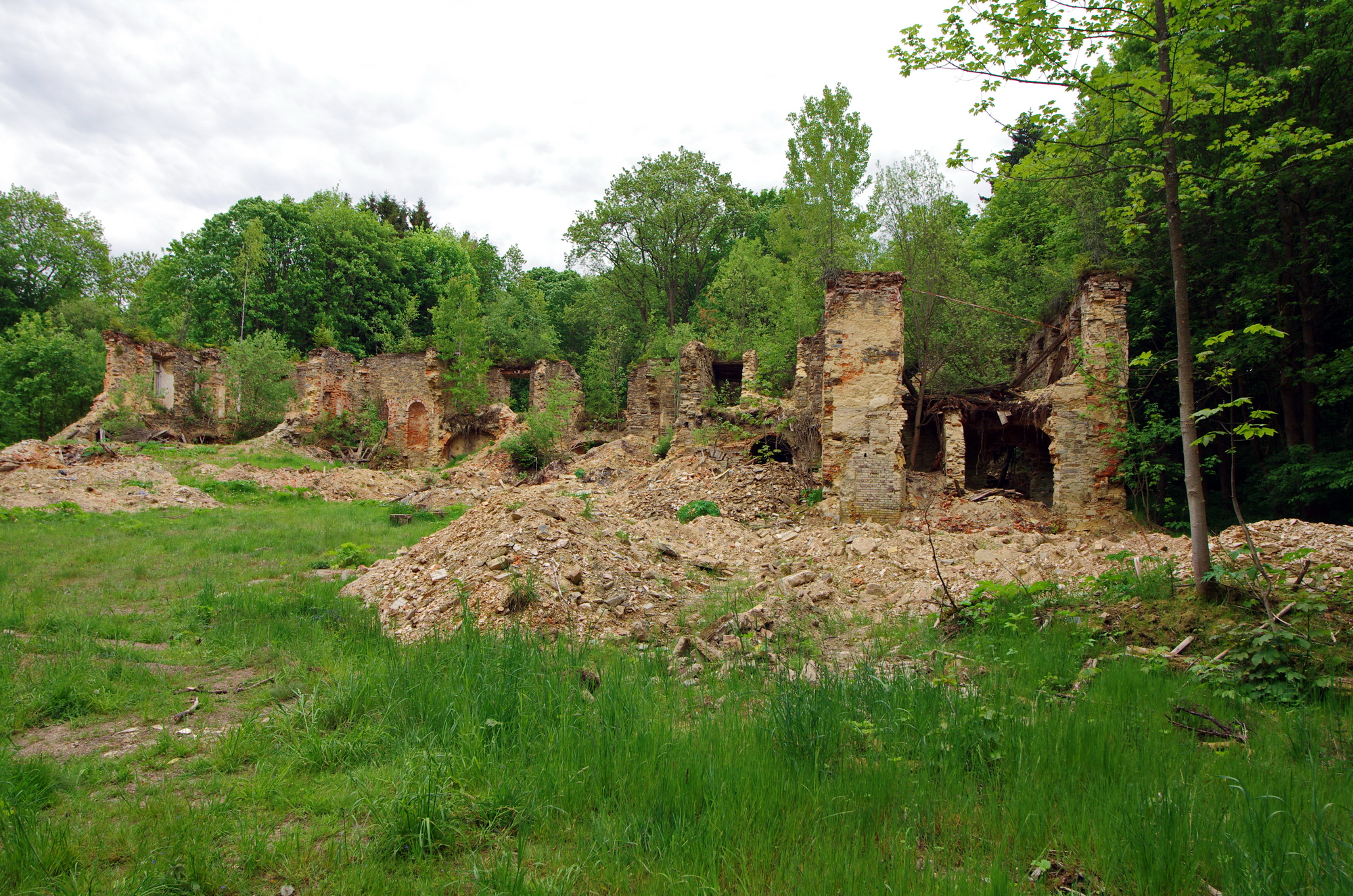
Zřícenina zámku Horní Luby
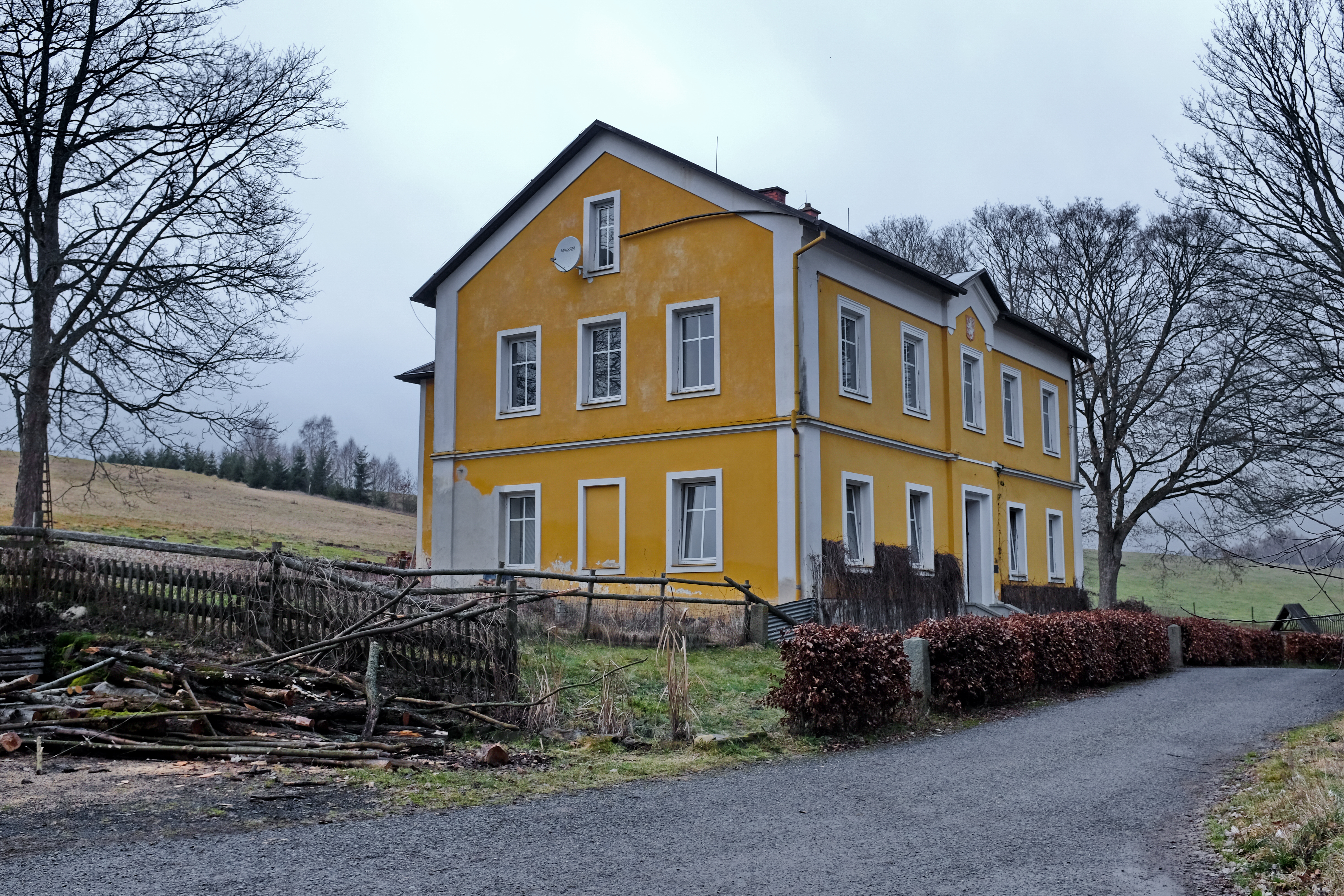
Budova bývalé školy
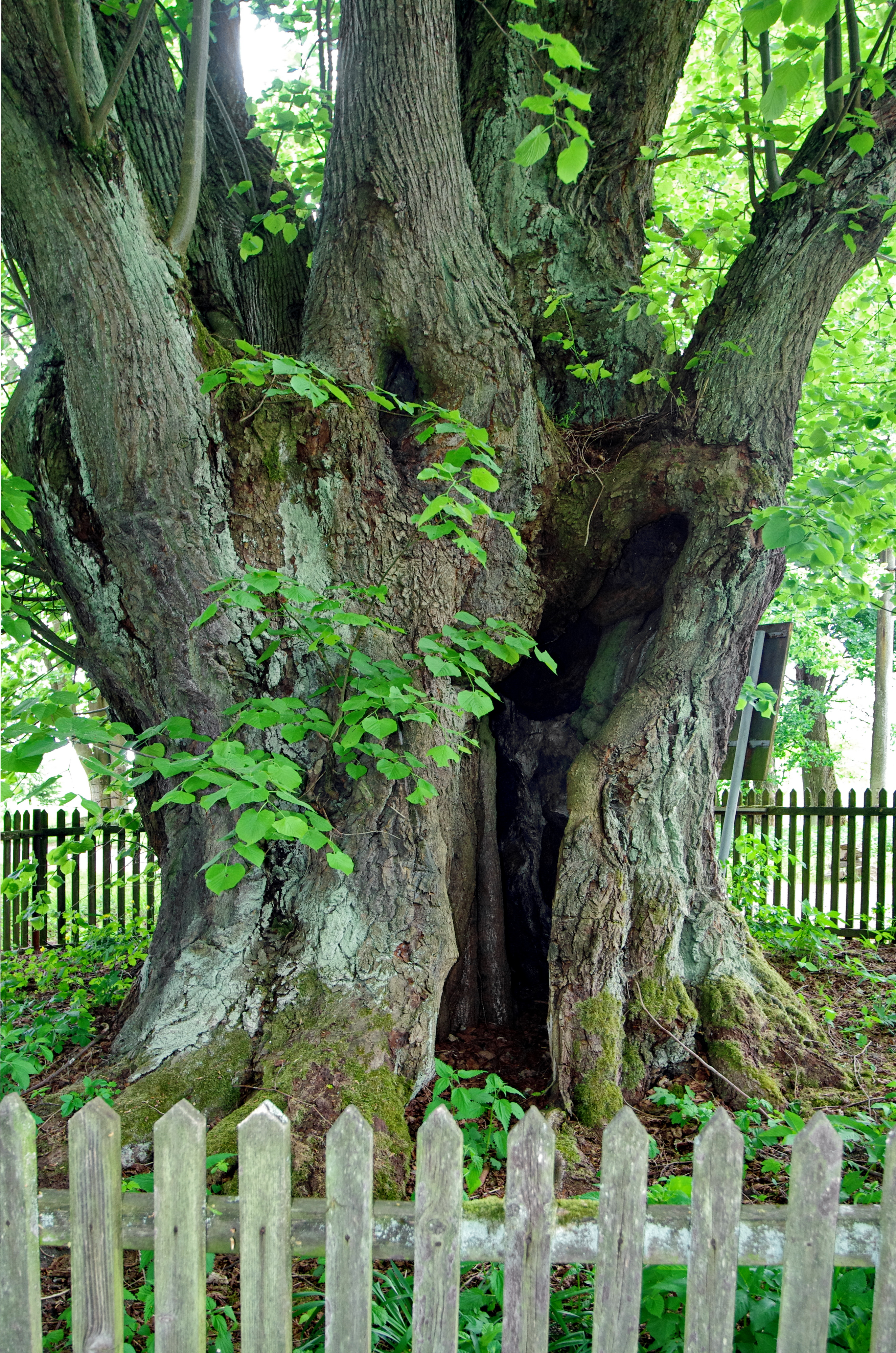
Památná strom Lubská lípa